# جوزپ ماریا مارگال
جوزپ ماریا مارگال (اسپانیایی: Josep Maria Margall‎؛ زادهٔ ۱۷ مارس ۱۹۵۵) بازیکن بسکتبال اهل اسپانیا بود.
وی در مسابقات کشوری و بین‌المللی در مجموع برندهٔ ۳ مدال نقره شده‌است.